# Suchý (geomorfologická část)
Suchý je geomorfologickou částí Nitrických vrchů. 

## Vymezení
Území zabírá severní část Nitrických vrchů, tvořících podcelek na jihu Strážovských vrchů. Východním směrem sousedí Rudnianská kotlina (podcelek Hornonitrianské kotliny), zbytek území obklopují už jen části pohoří. Na jihu pokračují Nitrické vrchy částí Rokoš a Rokošské predhorie, jihozápadním směrem leží Kšinianska kotlina. Západním směrem se rozkládá podcelek Zliechovská hornatina s částmi Kňaží stol a Slatinská brázda a severně leží Belianska kotlina a Temešská vrchovina. 

## Ochrana území
Tato část pohoří leží mimo velkoplošné Chráněné krajinné oblasti Strážovské vrchy a leží zde zvlášť chráněná přírodní rezervace Rysia. 

## Turismus
Hlavní magistrálou je hřebenem vedoucí  červeně značený chodník, který z Rokoša vede přes Čierny vrch, Suchý vrch a Demovec do sedla pod Homolkou. Z rozcestí vedou chodníky do obcí v podhůří, např.  modrá z Demovca a  zelená z lokality pod Capárkou do Závady pod Čiernym vrchom,  zelená ze Zavadskej polany do Valašskej Belé,  modrá ze Suchého vrchu do Liešťan a další. Atraktivní jsou zejména nejvyšší vrchy, poskytující zajímavé výhledy. 